# RK-3海盗船反坦克导弹
RK-3海盗船（羅馬化：RK-3 Korsar）反坦克导弹——乌克兰产便携式反坦克导弹，由射线设计局开发。
海盗船反坦克系统已逐步取代乌克兰武装部队列装的苏联时代的反坦克系统，如9M113比赛和9K111低音管。

## 介绍
海盗船是一种轻型便携式反坦克导弹系统。可摧毁静止和移动的装甲目标。还可用来对付炮台、轻装甲目标和直升机。可从山上或越过战壕护墙进行射击。一种制导方法是乘波导引。该系统有两种类型的弹头。RK-3K串联装药HEAT弹头，穿透力至少为550毫米（不包含ERA），RK-3OF高爆破片弹，穿透力至少为50毫米。
RK-3K弹头能对抗T-72A等中型主战坦克的前装甲。该系统还可使用高爆破片RK-3OF弹头，可攻击步兵阵地和轻型装甲车。该系统配有用于夜间操作的热像仪。

## 研发

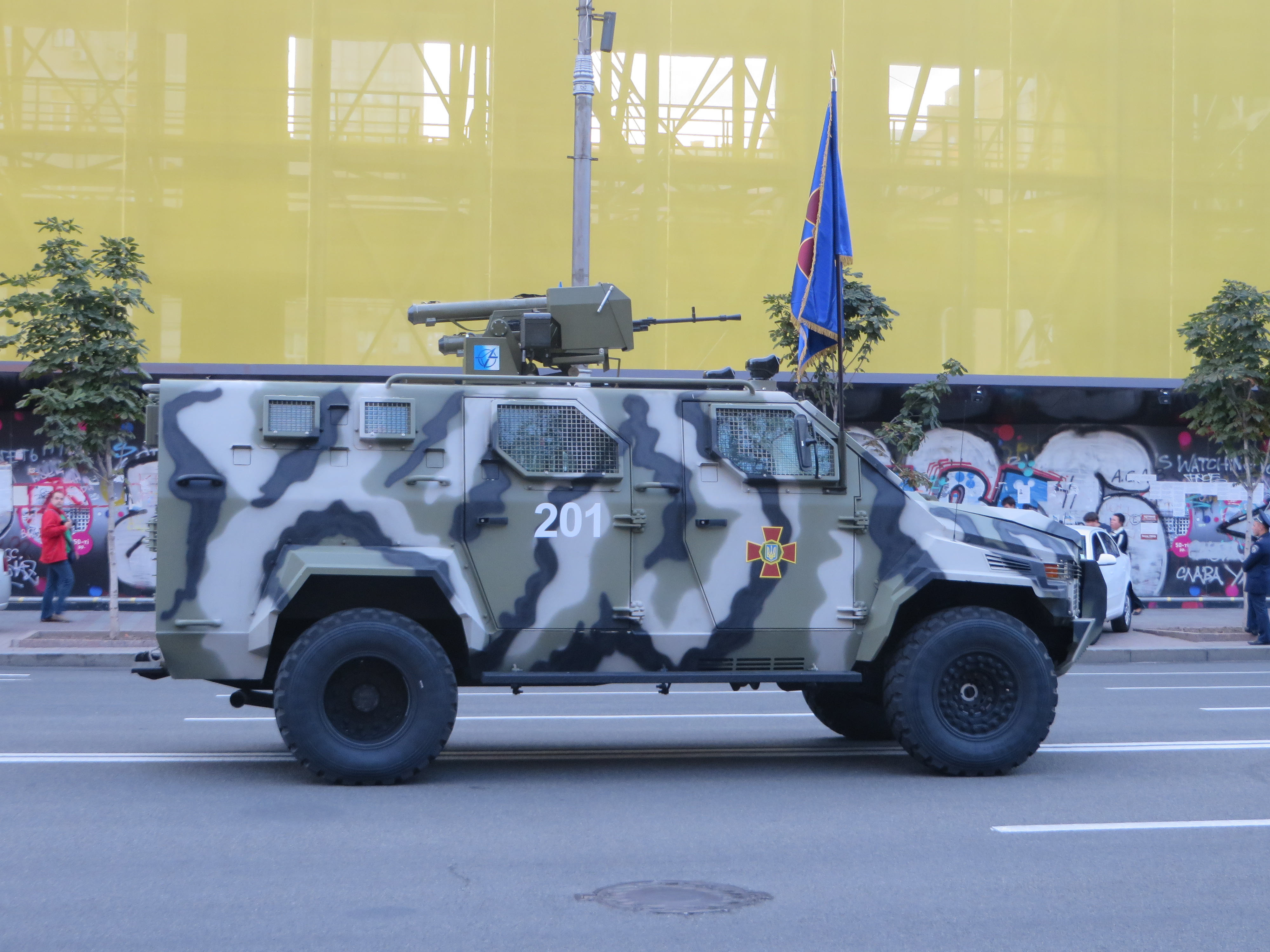
乌克兰的KrAZ斯巴达人安装了RK-3海盗船ATGM，乌克兰第23届独立日阅兵排练（乌克兰基辅）

乌克兰国有国防承包商射线设计局于2000年代初启动了该项目。发射器试验品在2005年阿布扎比IDEX军火展首次亮相。
2013年7月25日，工作人员在基辅附近的一个垃圾填埋场成功的测试了导弹。在测试过程中，工作人员展示了使用同一个海盗船导弹发射器分别发射制导火箭和非制导火箭。
2017年8月29日，据乌克兰国防工业报道，乌克兰国防部称，由射线设计局开发的海盗船轻型便携式导弹系统已被乌克兰陆军接受。
2018年11月，射线设计局演示了该系统的更新型号，发射器加装了希腊制造的热成像相机。
2020年5月22日，由射线设计局制造的带有热成像瞄准器的轻型便携式海盗船反坦克导弹在切尔尼戈夫州进行了测试。为了确定目标的有效识别及其毁伤的准确性，工作人员分别在光亮和黑暗条件下进行了射击测试。
在测试过程中，专家使用MFTR210040雷达系统确保导弹运动轨迹参数（射程、速度特性、空间坐标）的准确性，该系统自动伴随使用雷达通道并同步视频记录。
波兰公司与射线设计局合作，基于海盗船导弹研发制造Pirat反坦克导弹，其中乘波导引模式被半主动激光制导取代。

## 使用方
- ：孟加拉国步枪队[11]
- 沙烏地阿拉伯：2018年8月，沙特阿拉伯陆军（英语：Saudi Arabian Army）购买了50套由射线设计局生产的乌克兰斯图格纳-P ATGM和海盗船ATGM。还包括3枚配备EYE-LR-S阿瑟尔桑热成像仪的130毫米斯图格纳-P ATGM（产品215T），集装箱内装有200枚RK-2S飞弹（串联炸药）和10枚RK-2I导弹（惰性），共20枚107毫米海盗船反坦克导弹系统（产品216T），配有100枚RK-3OF导弹（高爆破片），以及海盗船反坦克导弹系统模拟器和两个RK-3飞弹的剖面模型。[12]
- 乌克兰：2015年2月7日，六辆KrAZ斯巴达人（烏克蘭語：КрАЗ-Спартан）装甲车（安装了萨尔马特炮塔（烏克蘭語：Сармат (бойовий модуль)））被转交NSU亚速营。[13]乌克兰武装部队2017年接收了50多枚导弹和一定数量的发射装置。[8][14]自2014年起，截至2022年7月，乌克兰武装部队总共购买了至少650套斯图格纳-P和海盗船发射器以及为其配备的约7000枚导弹。[15]
- 摩洛哥：皇家摩洛哥陆军（英语：Royal Moroccan Army）[16]

## 相关词条
- 斯图格纳-P

## 引文
1. ↑  . Forbes. 2022-04-02  [2024-10-16]. （原始内容存档于2022-06-05）.
2. 1 2 3  . Army Recognition. 2013-11-10 （英语）.
3. 1 2  . 2013-07-25  [2024-10-16]. （原始内容存档于2020-06-13） （俄语）.
4. 1 2   (PDF). 射线设计局.   [2020-10-30]. （原始内容存档 (PDF)于2020-11-05）.
5. 1 2 3 4 5 6  . 射线设计局.   [2020-10-30]. （原始内容存档于2024-12-03）.
6. 1 2  Andrzej Kiński. . Wojsko i Technika. No. 6/2021 (Warsaw). 2021: 9. ISSN 2450-1301 （波兰语）.
7. ↑  . Defence Express. 2016-12-19  [2024-10-15]. （原始内容存档于2023-05-06）.
8. 1 2  . Ukrainian Military Pages. 2017-08-29  [2024-10-15]. （原始内容存档于2025-01-18）.
9. ↑  . opk.com.ua. 2018-11-12  [2024-10-16]. （原始内容存档于2024-12-02） （乌克兰语）.
10. 1 2  Люксіков Михайло. . Militarnyi. 2020-05-22  [2020-05-22]. （原始内容存档于2020-09-30） （乌克兰语）.
11. ↑  . 缅甸: 伊洛瓦底. 2019-01-02  [2020-08-04]. （原始内容存档于2020-08-03）.
12. ↑  . Ukrainian Military Pages. 2019-01-01  [2019-01-02]. （原始内容存档于2020-07-24） （乌克兰语）.
13. ↑  . 2015-02-07. （原始内容存档于2022-03-05） （俄语）.
14. ↑  . 乌克兰国家通讯社.   [2024-10-16]. （原始内容存档于2024-11-30） （英语）.
15. ↑  Mykhaylo Zabrodskyi, Jack Watling, Oleksandr V Danylyuk and Nick Reynolds.  (特殊资源). 皇家联合研究所. 2022: 17  [2024-10-16]. （原始内容存档于2024-10-09） （英语）.
16. ↑  . menadefense.net. 2023-01-27  [2024-04-28]. （原始内容存档于2024-10-09）.